# Tereza Smitková
Tereza Smitková (* 10. Oktober 1994 in Hradec Králové) ist eine tschechische Tennisspielerin.

## Karriere
Smitková, die im Alter von sechs Jahren mit dem Tennisspielen begann, gewann 2012 in ihrer ersten Profisaison die ITF-Turniere in Stuttgart-Stammheim, Bath und Hvar.
Im Juni 2013 spielte sie beim Nürnberger Versicherungscup ihr erstes Turnier auf der WTA Tour. Nach erfolgreicher Qualifikation verlor sie in Runde eins gegen Julia Cohen. Beim BGL BNP Paribas Luxembourg Open zog sie erneut ins Hauptfeld ein und besiegte zunächst Kristina Mladenovic, ehe sie in der zweiten Runde Sabine Lisicki unterlag.
Im April 2014 gewann Smitková in Karshi ihren vierten ITF-Einzeltitel. In Wimbledon gelang ihr im selben Jahr erstmals der Sprung ins Hauptfeld eines Grand-Slam-Turniers; sie kam schließlich bis ins Achtelfinale.
Smitková debütierte im Februar 2015 in der tschechischen Fed-Cup-Mannschaft mit einem glatten Zweisatzsieg im Einzel gegen Kanada. Dies blieb bislang ihr einziger Fed-Cup-Einsatz.

## Turniersiege

### Einzel
| Nr. | Datum            | Turnier             | Kategorie      | Belag             | Finalgegnerin       | Ergebnis        |
| --- | ---------------- | ------------------- | -------------- | ----------------- | ------------------- | --------------- |
| 1.  | 22. Januar 2012  | Stuttgart-Stammheim | ITF $10.000    | Hartplatz (Halle) | Maryna Zanevska     | 6:4, 7:64       |
| 2.  | 17. März 2012    | Bath                | ITF $10.000    | Hartplatz (Halle) | Katarzyna Piter     | 4:6, 6:2, 6:1   |
| 3.  | 15. April 2012   | Hvar                | ITF $10.000    | Sand              | Karla Popovic       | 2:6, 6:4, 6:2   |
| 4.  | 19. April 2014   | Qarshi              | ITF $25.000    | Hartplatz         | Nigina Abduraimova  | 6:3, 4:6, 7:64  |
| 5.  | 3. November 2014 | Limoges             | WTA Challenger | Hartplatz (Halle) | Kristina Mladenovic | 7:64, 7:5       |
| 6.  | 21. Oktober 2017 | Joué-lès-Tours      | ITF $25.000    | Hartplatz (Halle) | Myrtille Georges    | 6:3, 7:5        |
| 7.  | 11. Februar 2018 | Loughborough        | ITF $25.000    | Hartplatz (Halle) | Conny Perrin        | 6:3, 6:2        |
| 8.  | 24. Juni 2018    | Ilkley              | ITF $100.000   | Rasen             | Dajana Jastremska   | 7:62, 3:6, 7:64 |
| 9.  | 4. August 2018   | Woking              | ITF $25.000    | Hartplatz         | Ivana Jorović       | 6:75, 7:5, 6:4  |

### Doppel
| Nr. | Datum              | Turnier  | Kategorie   | Belag             | Partnerin          | Finalgegnerinnen                        | Ergebnis          |
| --- | ------------------ | -------- | ----------- | ----------------- | ------------------ | --------------------------------------- | ----------------- |
| 1.  | 14. April 2012     | Hvar     | ITF $10.000 | Sand              | Martina Kubičíková | Tereza Martincová Petra Rohanová        | 6:2, 6:4          |
| 2.  | 25. August 2012    | Prag     | ITF $25.000 | Sand              | Jesika Malečková   | Anastassija Piwowarowa Arina Rodionowa  | 6:1, 6:4          |
| 3.  | 29. Juni 2013      | Zlín     | ITF $25.000 | Sand              | Martina Borecká    | Paula Kania Katarzyna Piter             | 6:1, 5:7, [10:8]  |
| 4.  | 16. November 2013  | Zawada   | ITF $25.000 | Teppich (Halle)   | Nikola Fraňková    | Justyna Jegiołka Diāna Marcinkēviča     | 6:1, 2:6, [10:8]  |
| 5.  | 26. April 2014     | Istanbul | ITF $50.000 | Hartplatz         | Petra Krejsová     | Michaëlla Krajicek Aleksandra Krunić    | 1:6, 7:62, [11:9] |
| 6.  | 3. Februar 2017    | Grenoble | ITF $25.000 | Hartplatz (Halle) | Ilona Kremen       | Alexandra Cadanțu Cornelia Lister       | 6:1, 7:5          |
| 7.  | 26. September 2020 | Přerov   | ITF W25     | Sand              | Chantal Škamlová   | Nicoleta-Cătălina Dascălu Raluca Șerban | 7:65, 7:64        |

## Abschneiden bei Grand-Slam-Turnieren

### Dameneinzel
| Turnier         | 2014 | 2015 | 2016 | 2017 | 2018 | 2019 | 2020 | 2021 | 2022 | Karriere |
| --------------- | ---- | ---- | ---- | ---- | ---- | ---- | ---- | ---- | ---- | -------- |
| Australian Open | Q1   | 2    | Q2   | Q1   | —    | Q3   | —    | —    | —    | 2        |
| French Open     | Q3   | 2    | Q2   | Q2   | —    | Q1   | —    | Q1   | —    | 2        |
| Wimbledon       | AF   | 1    | Q2   | Q1   | 1    | Q2   |      | Q3   | Q1   | AF       |
| US Open         | 1    | 2    | Q2   | Q1   | Q2   | Q1   | —    | —    | —    | 2        |

Zeichenerklärung: S = Turniersieg; F, HF, VF, AF = Einzug ins Finale / Halbfinale / Viertelfinale / Achtelfinale; 1, 2, 3 = Ausscheiden in der 1. / 2. / 3. Hauptrunde; Q1, Q2, Q3 = Ausscheiden in der 1. / 2. / 3. Qualifikationsrunde; nicht ausgetragen

### Damendoppel
| Turnier         | 2014 | 2015 | Karriere |
| --------------- | ---- | ---- | -------- |
| Australian Open | —    | —    | —        |
| French Open     | —    | 1    | 1        |
| Wimbledon       | —    | 1    | 1        |
| US Open         | 1    | —    | 1        |

### Juniorinnendoppel
| Turnier         | 2011 | Karriere |
| --------------- | ---- | -------- |
| Australian Open | —    | —        |
| French Open     | —    | —        |
| Wimbledon       | VF   | VF       |
| US Open         | —    | —        |